# Bellacourt Military Cemetery, Rivière
Le Bellacourt Military Cemetery, Rivière est un cimetière militaire britannique de la Première Guerre mondiale, situé sur le territoire de la commune de Rivière, dans le département du Pas-de-Calais, au sud-ouest d'Arras.

## Localisation
Ce cimetière est situé à 500 m à l'ouest du village, au lieu-dit Bellacourt, chemin de Basseux.

## Histoire

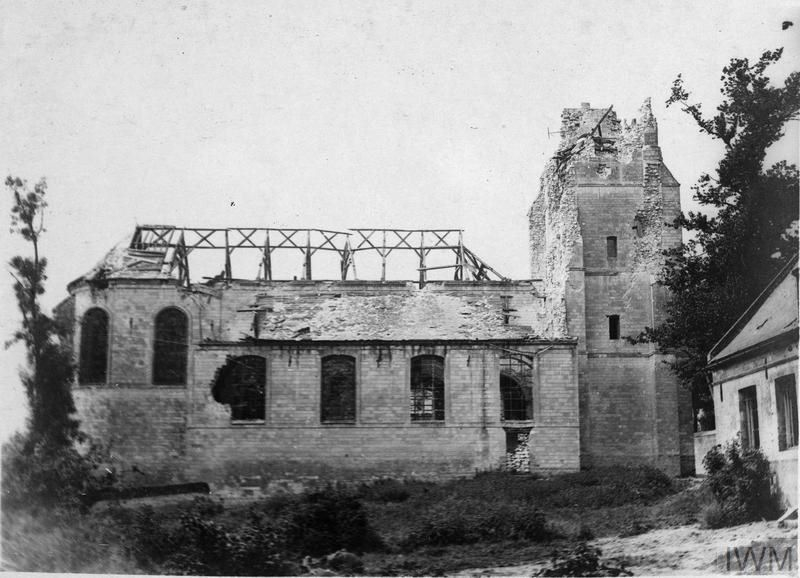
État de l'église de Rivière à l'issue de la Première Guerre mondiale.

Le cimetière est commencé par les troupes françaises en octobre 1914 lors des combats de la course à la mer. La défense du secteur est confiée aux Britanniques début 1916 et les victimes britanniques et canadiennes sont inhumées dans ce cimetière jusqu'à la fin de la guerre.
Il y a 434 sépultures du Commonwealth de la Première Guerre mondiale commémorées sur ce site, dont une seule non identifiées. Il y a également 116 sépultures françaises et une sépulture allemande inconnue
.

## Caractéristiques
Ce  vaste cimetière mesure 70 × 60 m. La terrase du fond du cimetière, accessible par deux escaliers monumentaux, où sont posées la croix du Sacrifice et la stèle de la mémoire, représente un rectangle de 35 × 15 m.
Le cimetière couvre une superficie de 3 600 m2 et est entouré d'un mur de moellons. Il a été conçu par l'architecte britannique Edwin Lutyens et le capitaine Wilfred Clement Von Berg.

## Sépultures
| Pays        | Sépultures |
| ----------- | ---------- |
| Royaume-Uni | 259        |
| Canada      | 173        |
| France      | 116        |
| Allemagne   | 1          |
| Total       | 539        |

## Galerie

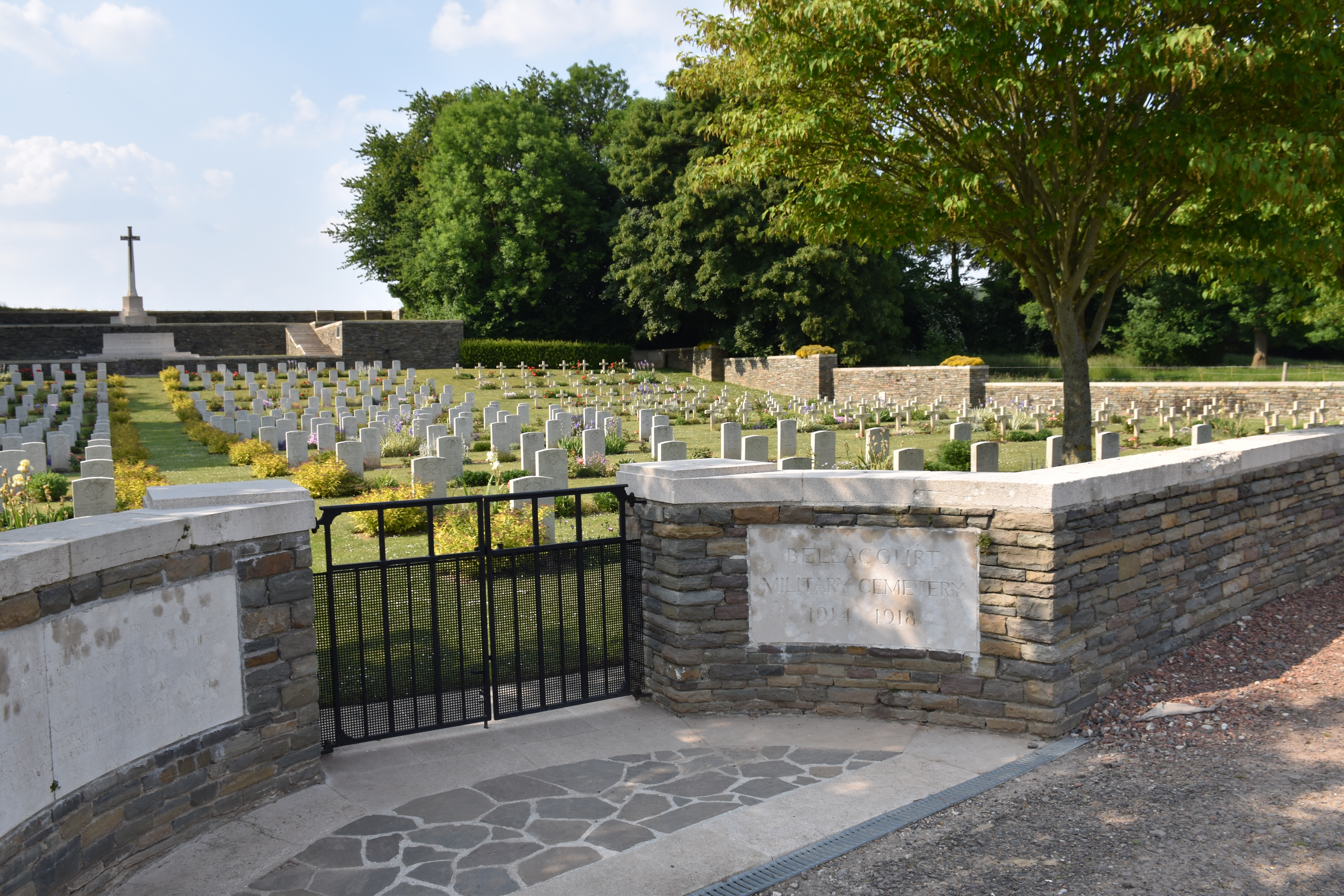
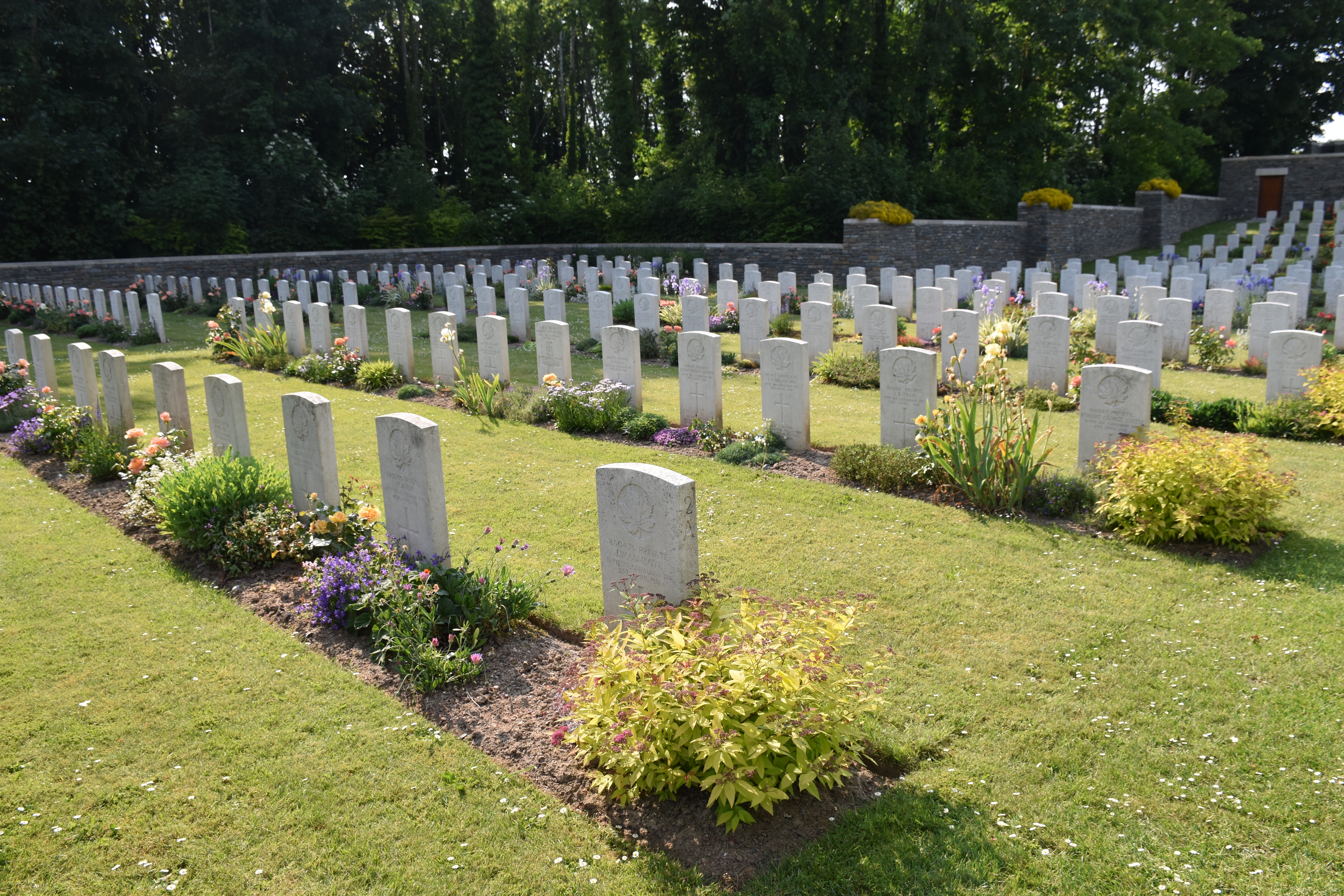
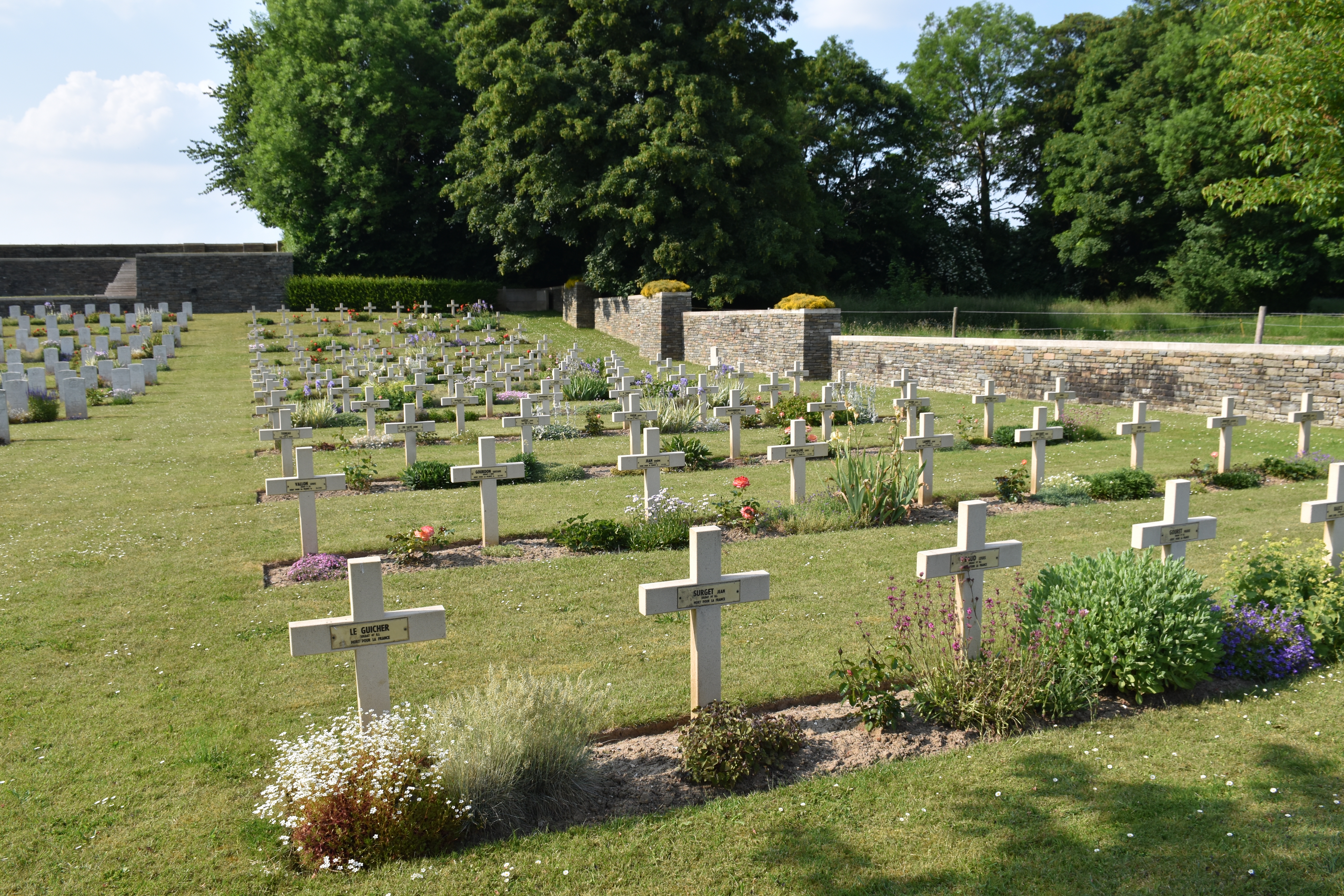
Le carré français, dans la partie drote du cimetière.
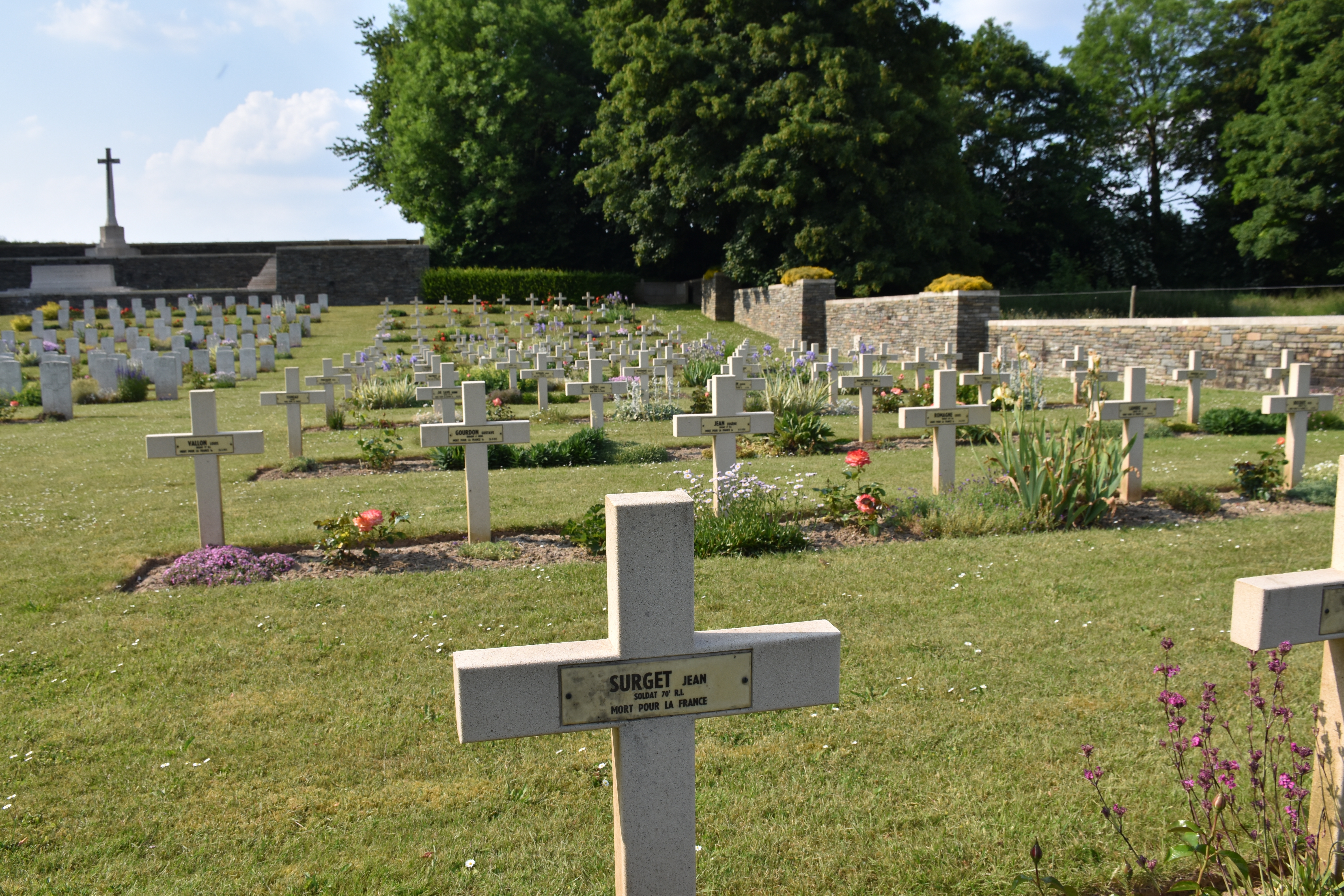
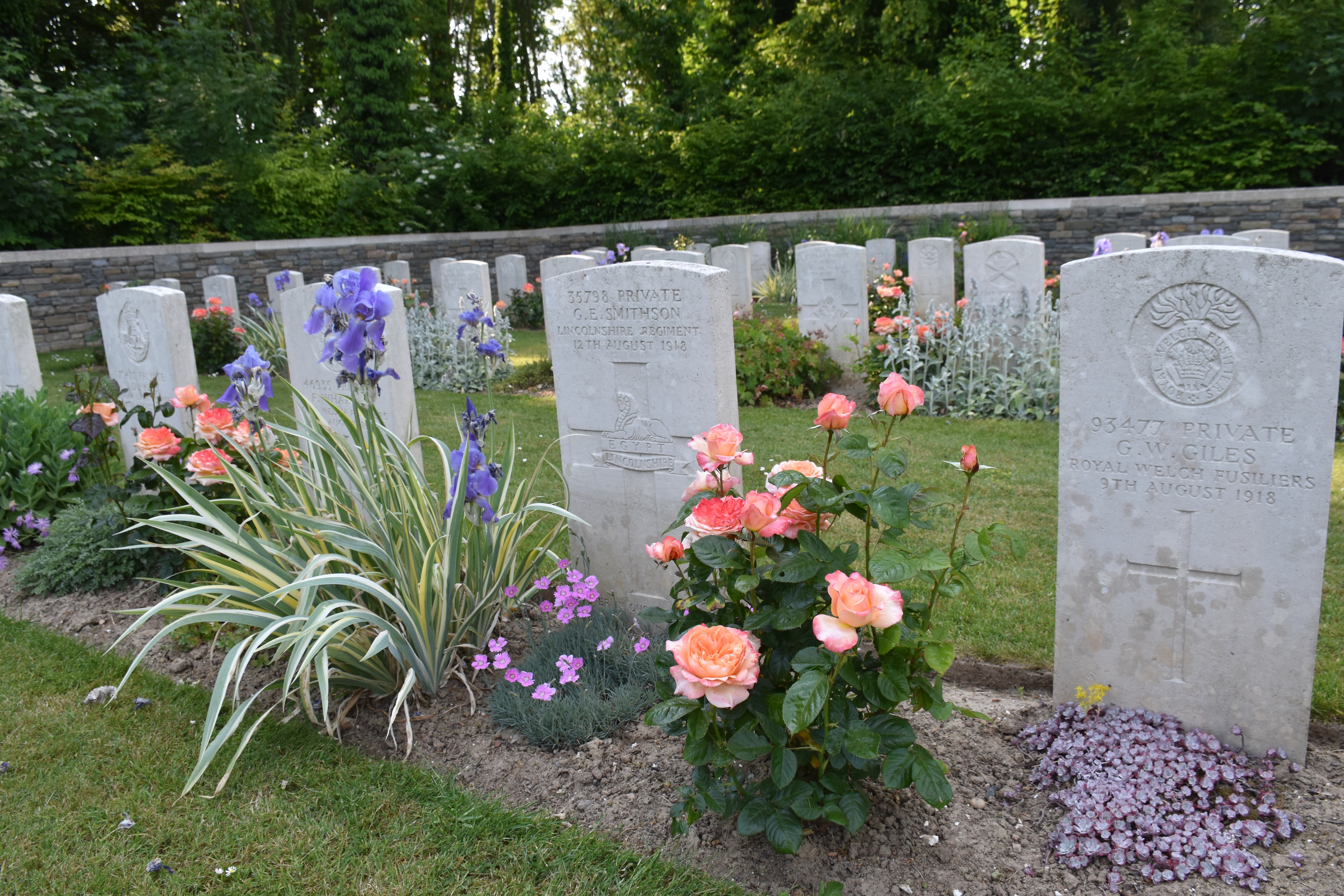
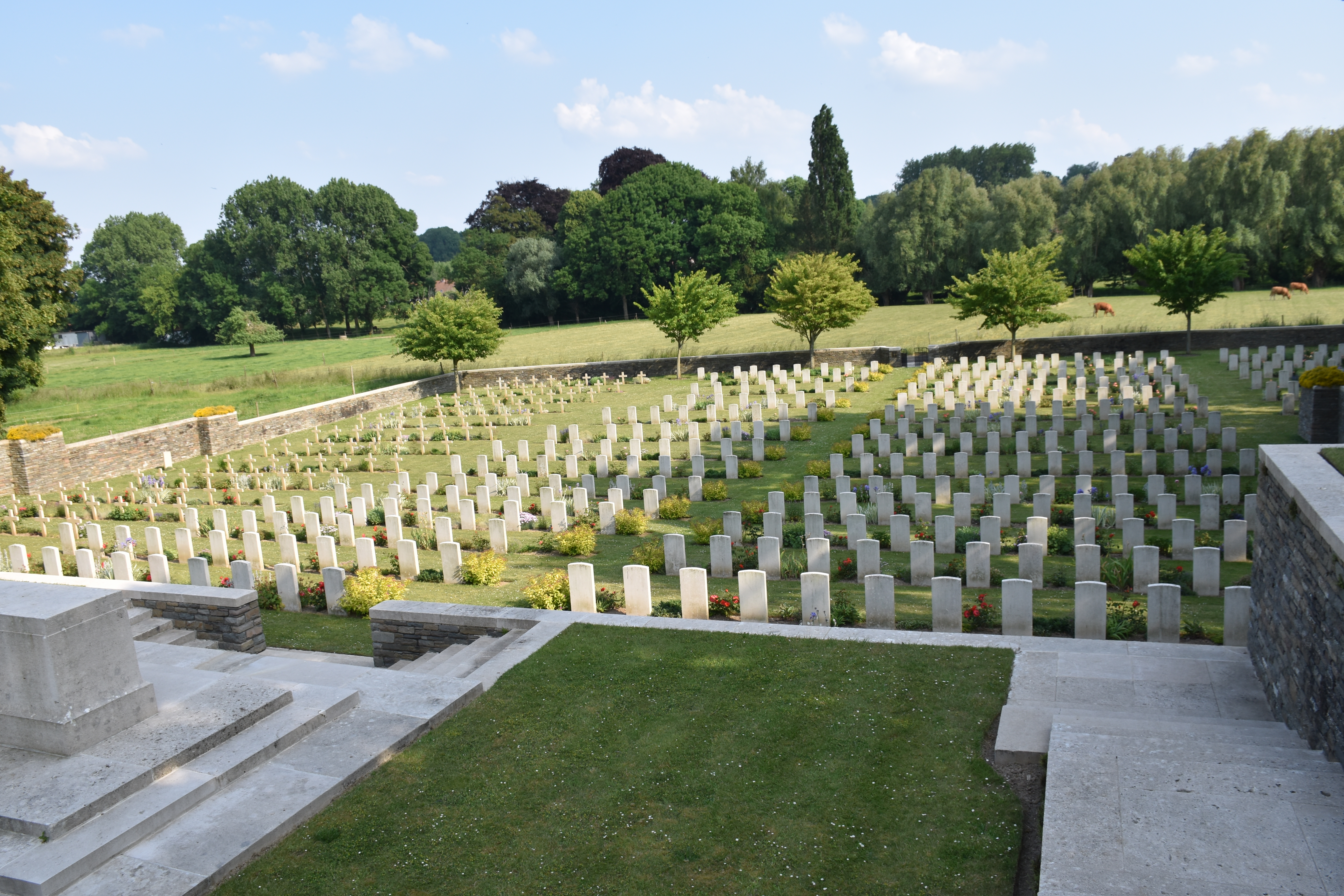
Vue depuis la terrasse de la croix du Sacrifice.

## Pour approfondir